# 니타테촌
니타테촌(新舘村)은 1942년까지 후쿠시마현 소마군 서부에 있던 촌이다.

## 역사
- 1889년 4월 1일 - 정촌제 시행에 수반해 8촌이 합병해 나메카타군 니타테촌이 성립하였다.
- 1896년 4월 1일 - 나메카타군과 우다군이 합병해 소마군이 성립하여, 소마군 니타테촌이 되었다.
- 1942년 4월 1일 - 오스촌과 합병해 오타테촌이 되었다.

## 참고문헌
- 『飯舘村史』第一巻（福島県相馬郡飯舘村、1979年）